# 小山瑶
小山 瑶（こやま はるか、1996年2月27日 - ）は、ニチエンプロダクション所属の日本のフリーアナウンサー。

## 来歴
埼玉県久喜市出身。成城大学文芸学部文化史学科を卒業した。大学在学時にはテレビ朝日アスクに通い、4年時にはAbemaTVの学生キャスターも務めていた。
大学を卒業後、2018年4月にテレビユー山形 (TUY) に入社した。
2019年1月からは報道番組『Nスタやまがた』のキャスターを担当した。同年夏には朝日連峰縦走にも挑戦し、その模様が同局の『ローカル魂』で放送された。
2020年夏にも『ローカル魂』で飯豊連峰縦走に挑戦した。そして同年秋には、昨年朝日連峰縦走に挑戦した回の『ローカル魂』が日本民間放送連盟賞に出品され、テレビエンターテインメント番組部門で優秀賞を受賞した。
その後、転勤でドイツへ移住することになった男性と結婚した。2022年3月31日付でテレビユー山形を退社し、その翌月に夫のいるドイツへ移住した。日本を離れる際にニチエンプロダクション所属のフリーアナウンサーになり、以後はドイツと日本の双方で活動している。

## 人物
大学在学時に『2015ミス・ユニバース・ジャパン埼玉大会』に出場し、ビューティーシンデレラ賞を受賞した。その翌年に出場した『Miss Seijo Campus Contest 2016』ではグランプリを受賞し、『Miss of Miss CAMPUS QUEEN CONTEST 2017』への出場権を獲得している。

## 担当番組
- ハピフラ（テレビユー山形） - ナレーター
- ぐっじょぶYAMAGATAプラス（テレビユー山形） - ナレーター
- えこいろ（テレビユー山形） - ナレーター
- 山形県高校駅伝（テレビユー山形） - 実況
- Nスタやまがた（テレビユー山形） - キャスター
- ローカル魂（テレビユー山形）
- どすコイやまがた（テレビユー山形） - MC

## 執筆
- フリーアナウンサー 小山瑶の海外生活 in Germany（宝島社『otona MUSE』、2022年 - ）